# ガナノクエ

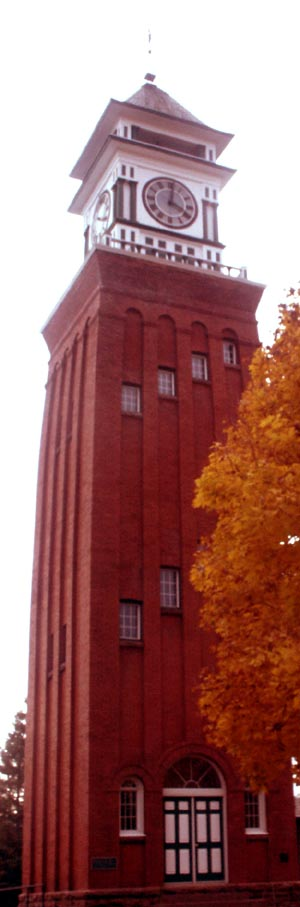
ガナノクエの時計塔

ガナノクエ (英: Gananoque) は、カナダのオンタリオ州・リーズ・グレンビル連合郡の町。2006年の人口調査による通年居住者は5,285人。夏季のみの居住者はアイランダーズと呼ばれる。この由来となったセントローレンス川のサウザンドアイランズはガナノクエの最も重要な観光拠点である。ガナノクエ川が町域を貫いており、またセントローレンス川は町南側の境界線に沿って流れている。また心電図の電極製造を行うCovidenの工場が置かれている。

## 概要
ガナノクエはカナダのオンタリオ州南東部に存在し、セントローレンス川に面した町。景勝地サウザンド・アイランズと歓楽地サウザンドアイランズ・チャリティカジノを抱える観光都市である。サウザンドアイランズ・ブリッジを介してアメリカ合衆国とも繋がっており、夏季のみの滞在者も多い。また観光都市としての特殊性からオンタリオ州警察とは独自の警察組織を持ち、運営している。

## 発音

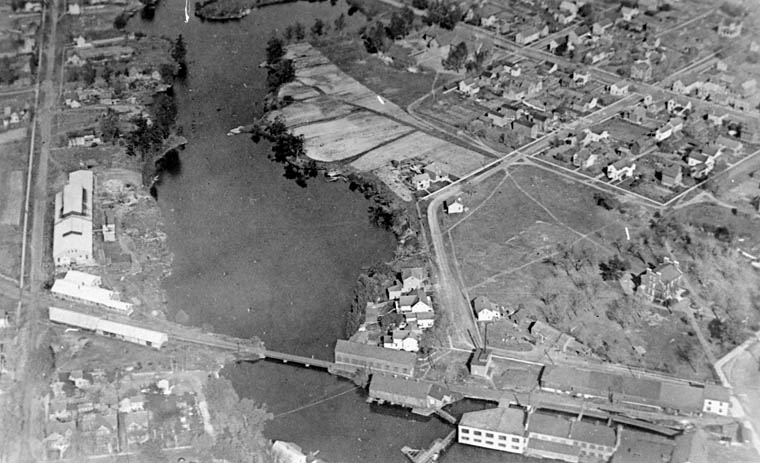
1919年のガナノクエの航空写真

現地で「ガナノクエ 発音: [ˌɡænəˈnɒkweɪ] (GAN-ə-NOCK-way)」と発音される。これは先住部族の言葉で「2本の川の上にある町」を意味する。キングストン近くの地名「カタラクエ (Cataraqui)」と韻を踏む。この町の名前を思い出すための語呂合わせに「The right way, the wrong way, and the Gananoque」というものがある。この町の名前はオンタリオ東部方言でしばしば「ガン 
(Gan)」と呼ばれるが、文章上で使用されることはほとんど無い。

## 歴史

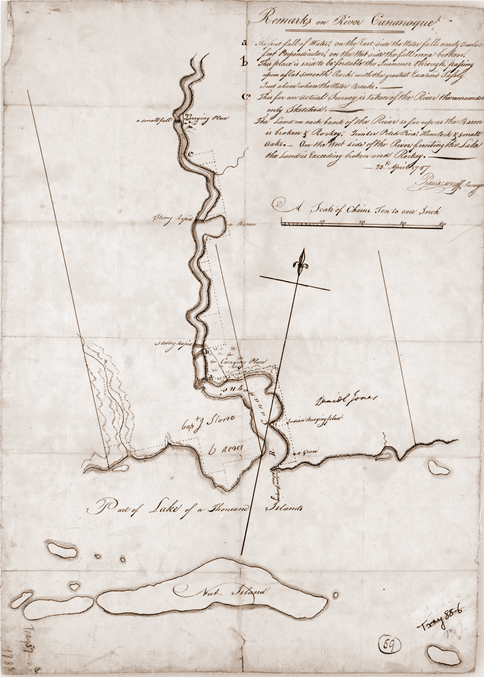
1787年の測量によるガナノクエの地図

ジョエル・ストーン大佐に対して製粉所建設用の用地が与えられたことからこの地の開発は始まっている。1812年からの米英戦争中、アメリカ軍はキングストン・モントリオール間のイギリス軍による補給系統を妨害するためにしばしば補給所を襲撃・略奪を繰り返し、たびたび焼き討ちが行われていた。ストーン夫人はこうした襲撃があった際に宝石などの財産を製粉所の粉の中に隠して難を逃れたといわれている。1813年、こうした状況に対処するためガナノクエには1か月足らずの建造期間でガナノクエ・ブロックハウスが建造された。ガナノクエ・ブロックハウスは八角形の欄干を持ち、5つの砲門を備えた建物だった。米英戦争終結後、この建造物は土地の所有者に渡された。

## 交通
ガナノクエにはカナダ国内で最も過密な交通路が3本接続している。ひとつは4車線のハイウェイ401号線 (Highway 401) であり、もうひとつは複線のカナディアン・ナショナル鉄道本線、さらにもうひとつはセントローレンス川の水運が挙げられる。また細かく張り巡らされていた州道群の恩恵にも浴しており、旧オンタリオ州道2号によって市街地がハイウェイ401号線に接続している。また、ガナノクエから車で数分の距離にサウザンド・アイランズ・ブリッジがあり、その南端では州間高速道路81号線でアメリカ合衆国各方面に接続している。また町の北側にガナノクエ空港が存在し、定期航空路は持たないもののゼネラル・アビエーション（不定期便・チャーター便等）に利用されている。

### 高速道路
- 400番台オンタリオ・ハイウェイ
  - ハイウェイ401号線 (Highway 401) の南西端となっている。

### 空港
- ガナノクエ空港: ゼネラルアビエーションの拠点となっている

### 鉄道
- VIA鉄道
- カナディアン・ナショナル鉄道

### 水運
- セントローレンス海路

## 統計

### 宗教
- プロテスタント: 52.9%
- カトリック: 31.9%
- その他のキリスト教: 0.5%
- その他の宗教: 0.9%
- 無宗教: 13.8%

### 年齢構成
- 14歳以下: 17.3%
- 15 – 64歳: 60.8%
- 65歳以上: 21.9%

### 人口変動
- 2006年: 5,285
- 2001年: 5,167
- 1996年: 5,219
- 1991年: 5,209

### 言語（第一言語）
- 英語: 94.2 %
- フランス語: 1.3 %
- 英語およびフランス語: 0.4 %
- その他: 4.1 %

## 警察
ガナノクエ警察は東部オンタリオ・ガナノクエコミュニティの法執行機関である。他の州内の町村が自らの警察組織を解散してオンタリオ州警察と契約を行ったのに対し、ガナノクエ警察は解散せず、現在も活動している。この主要な理由にはガナノクエの観光地の町とカジノの本拠地という2つの役割がいずれも地域犯罪の増加を促していることが挙げられる。現在の署長は前オタワ警察所属警部のカイ・リューである。

## 観光
ガナノクエは「サウザンド・アイランズの入り口」と呼ばれている。サウザンド・アイランズは町の南側を流れるセントローレンス川の中州群のことを指す。観光ルートにはBoldt城 (Boldt Castle) を含む大小の島々、サウザンド・アイランズ・プレイハウスとサウザンド・アイランズ・チャリティ・カジノのサマー・シアター・フェスティバルを巡るボートクルーズが含まれている。ガナノクエの劇場サウザンド・アイランズ・プレイハウスは1982年から2つの劇場、「スプリンガー劇場」と「ファイアーホール劇場」を経営している。また町当局はサウザンド・アイランズ・ミュージック・フェスティバル (1000 Islands Music Festival) も主催している。町北部のガナノクエ空港からサウザンドアイランズに向かって降下するスカイダイビングも行われている。

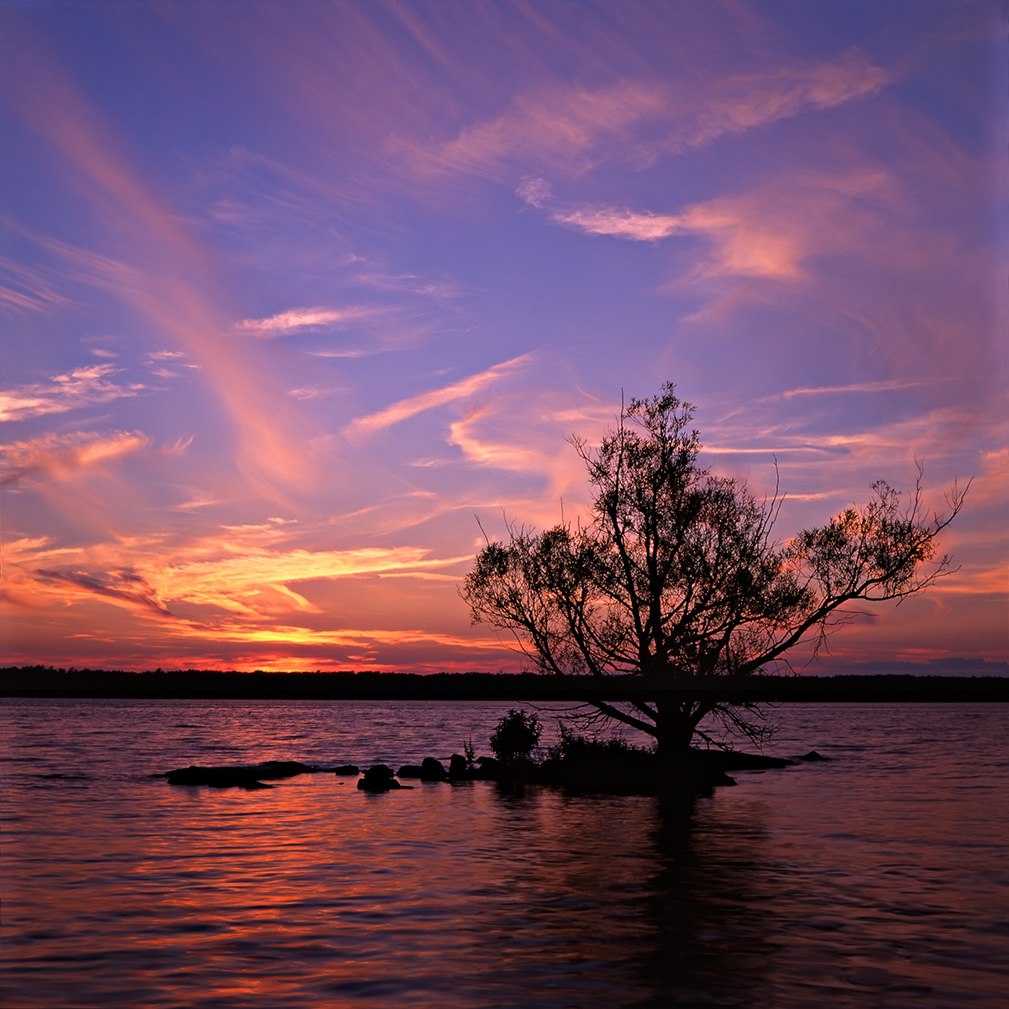
サウザンド・アイランズの夕日
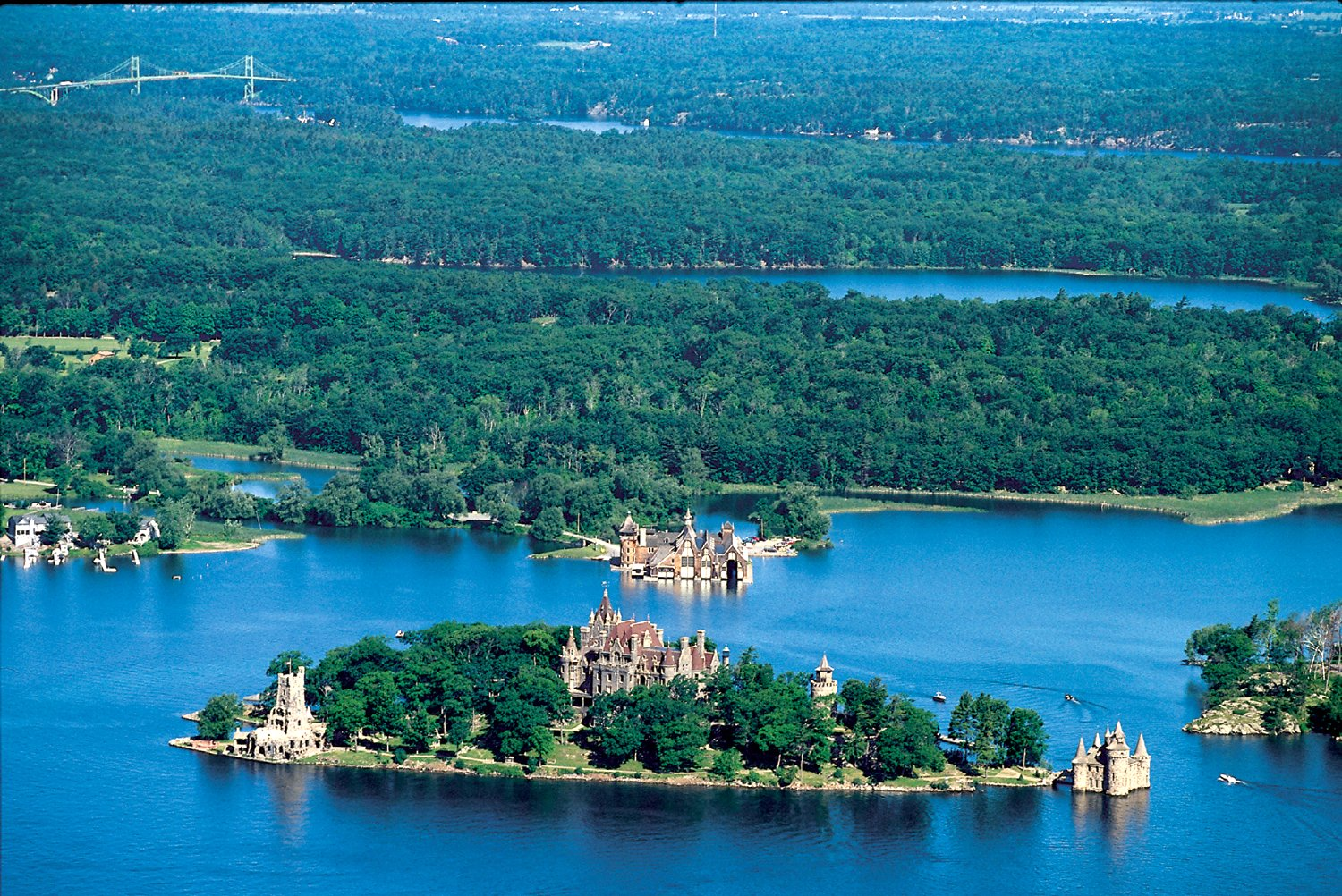
Boldt城
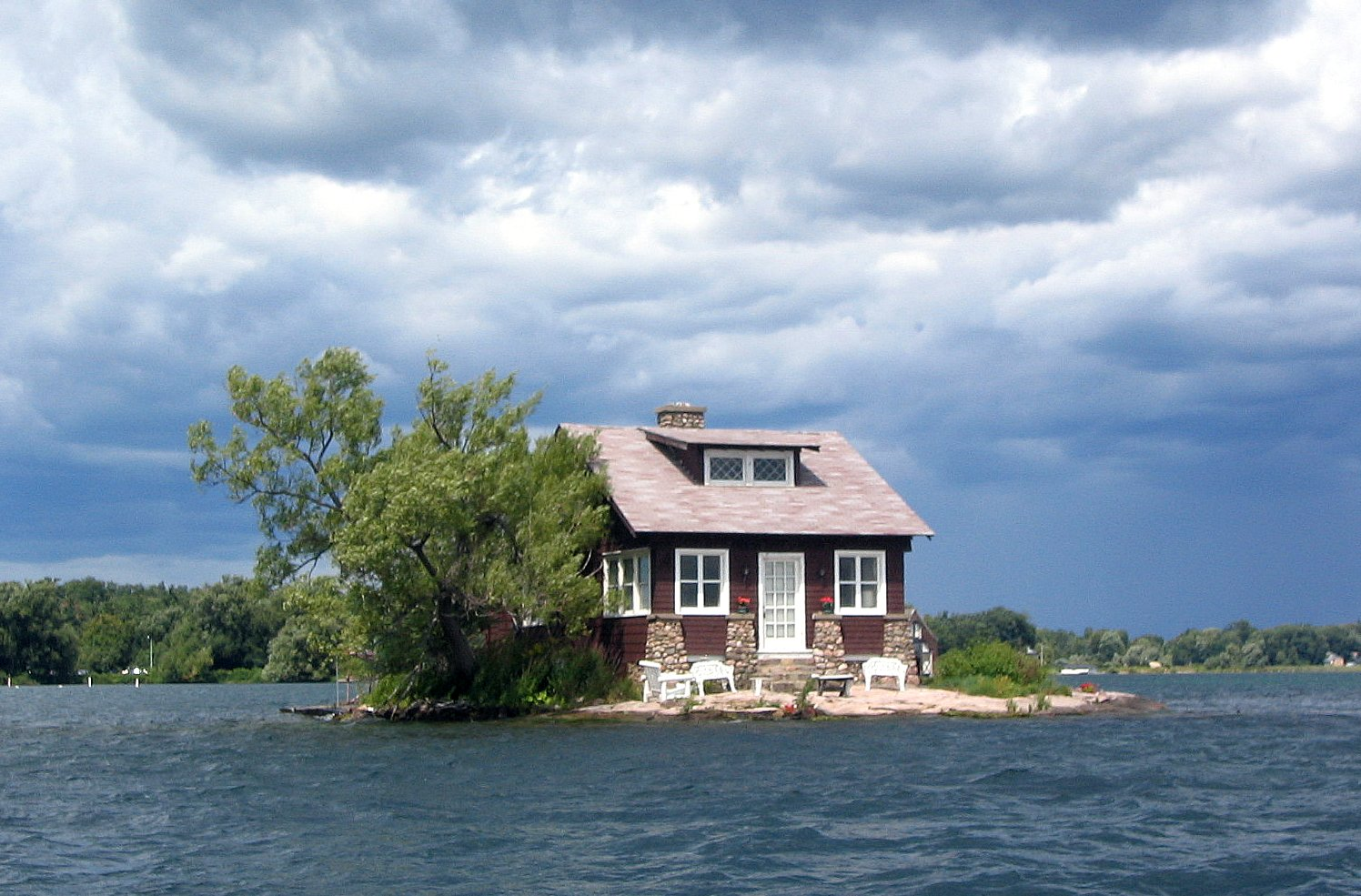
最も小さい島のひとつ、"Just Room Enough"
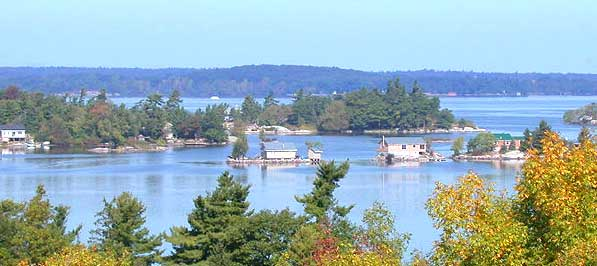
サウザンドアイランズ
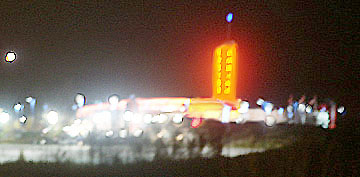
サウザンド・アイランズのカジノ
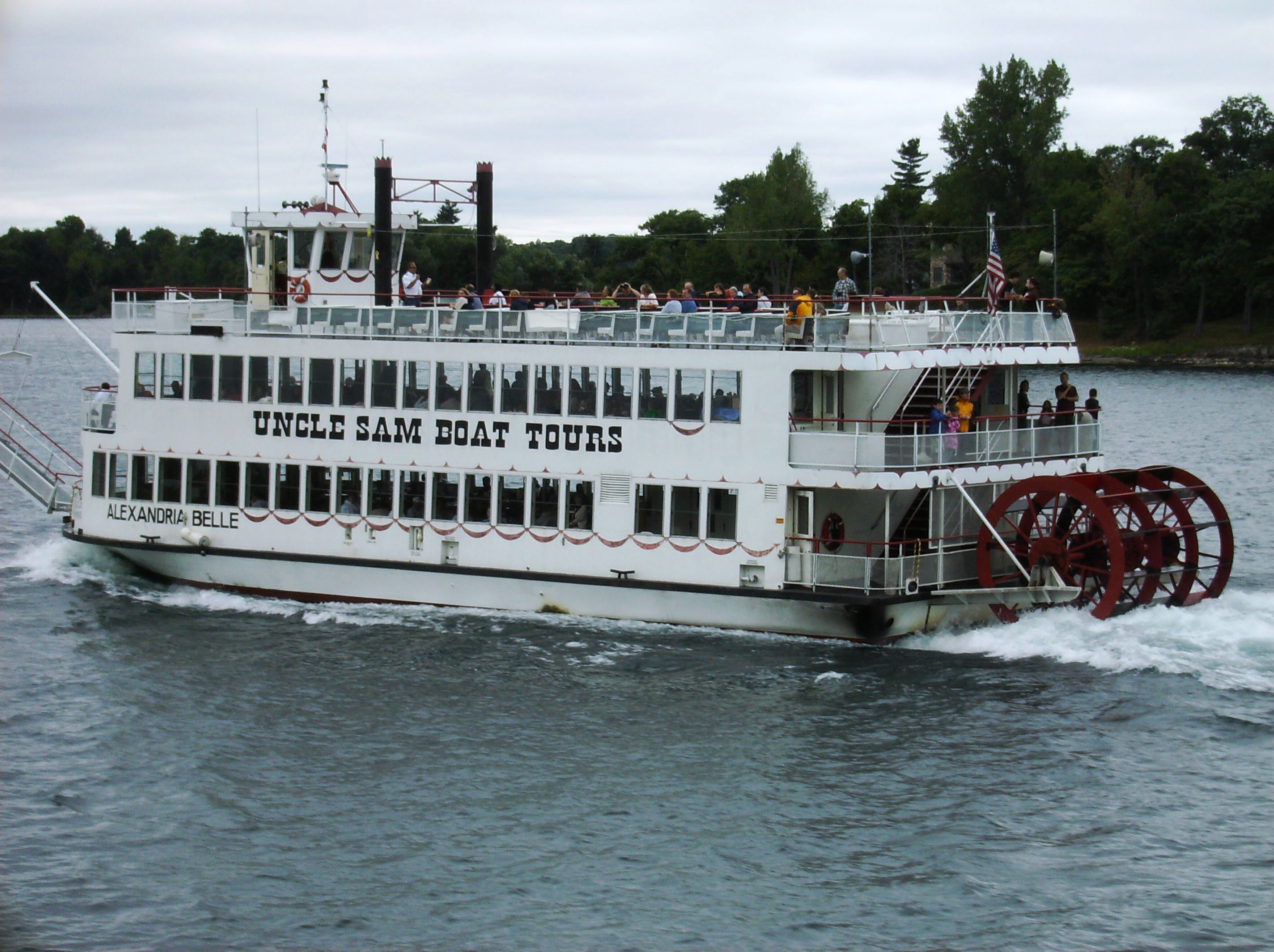
遊覧船
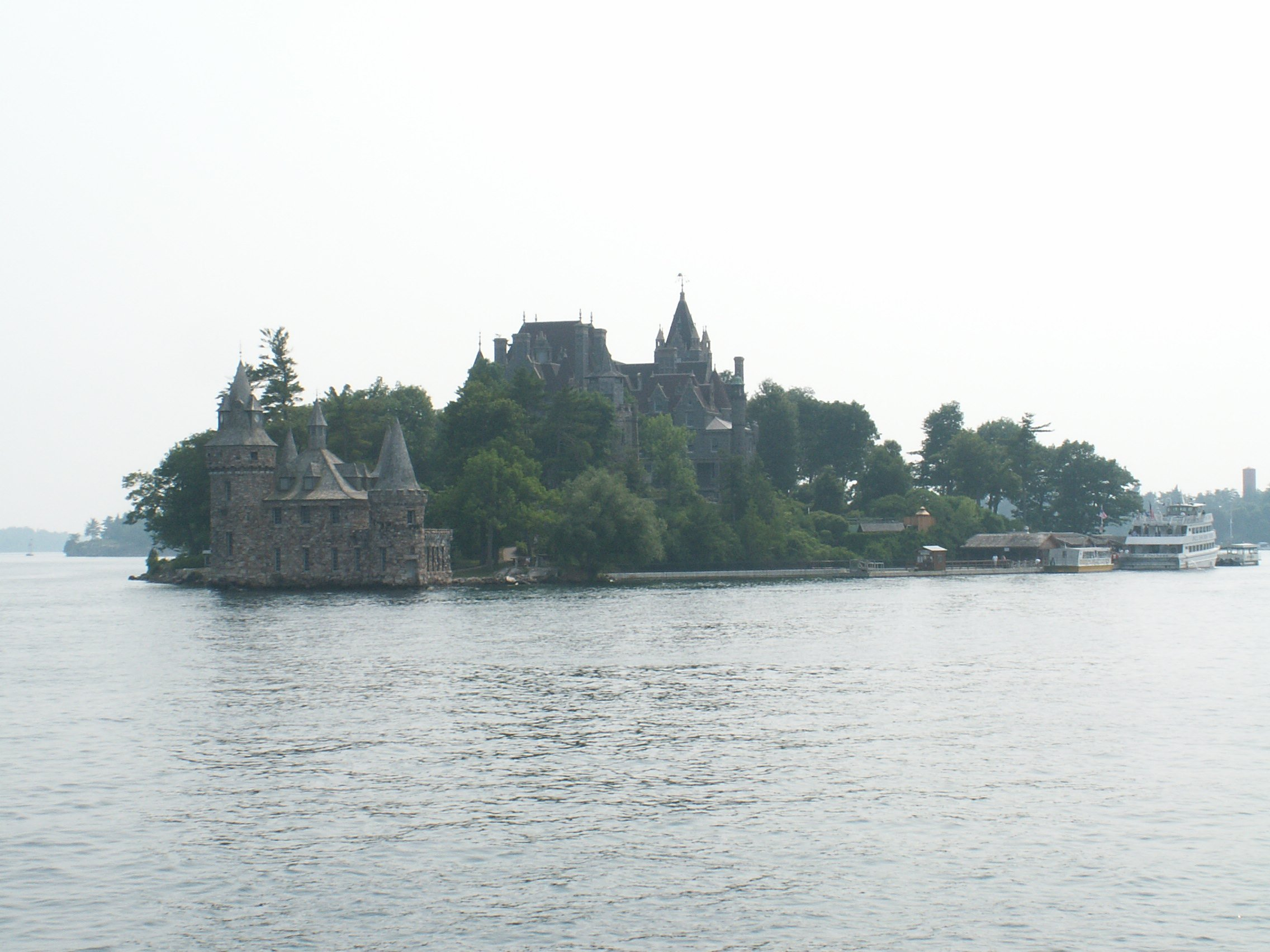
Boldt城の建つハート島